# Podsíť
Podsíť (anglicky subnet, subnetwork) je v informatice označení pro samostatnou část počítačové sítě. Označením podsíť je obvykle míněna konkrétní (menší) vyčleněná část větší IP sítě. Pro určení rozsahu IP adres v dané podsíti slouží maska sítě. Rozdělení sítě na dvě nebo více menších podsítí je v angličtině označováno jak subnetting.

## Části IP adresy

Vytvoření podsítě rozdělením části pro číslo počítače na číslo podsítě a číslo počítače.

Počítače, které jsou umístěny v jedné síti (resp. podsíti), mají ve svých IP adresách shodné nejvýznamnější bity této IP adresy. Tím je IP adresa rozdělena na dvě části, které označujeme jako „číslo sítě“ a „číslo počítače“. Místo označení „číslo počítače“ by mělo být uvedeno „číslo síťového rozhraní“, protože některé počítače mohou mít více síťových karet a tím i více síťových rozhraní s více IP adresami.
Velikost významnější části IP adresy (tj. velikost části, která vyjadřuje „číslo sítě“) je definována pomocí CIDR notace počtem bitů zleva (tzv. prefix) nebo pomocí masky sítě. Jednu a tutéž podsíť je tedy možné zapsat pomocí prefixu jako 198.51.100.0/24 nebo pomocí masky sítě jako 198.51.100.0/255.255.255.0.
Druhá část IP adresy, která nese „číslo síťového rozhraní“, se nesmí ve stejné síti opakovat. Pokud jsou v této části IP adresy v binárním zápisu samé nuly, je výsledná IP adresa označována jako „číslo sítě“. Takovou IP adresu není vhodné (a většinou ani možné) používat jako IP adresu síťového rozhraní (tj. nepoužívá se). Jsou-li v této druhé části IP adresy v binárním zápisu samé jedničky, jedná se o síťový broadcast, který slouží k hromadnému oslovení všech počítačů v dané podsíti. Ani broadcast není vhodné používat jako IP adresu běžného síťového rozhraní. Z výše uvedeného vyplývá, že ve všech podsítích jsou vždy dvě IP adresy, které mají speciální použití (tj. číslo sítě a broadcast), a proto se pro síťová rozhraní nepoužívají. Nejmenší podsíť musí mít proto čtyři IP adresy, aby zbývající dvě mohly být použity pro dvě různá síťová rozhraní a mohla tak vzniknout nejmenší možná IP podsíť.

## IPv6
Práce s podsítěmi je v IPv6 velmi odlišná od toho, co se používá v IPv4. V IPv4 bylo hlavní motivací pro dělení na malé a úsporné podsítě kvůli řešení nedostatku adres. V IPv6 je adres dostatek, a proto je v jednotlivých podsítích doporučeno používat prefix /64, přičemž hlavním důvodem je fakt, že jedině tak je funkční autokonfigurační mechanismus (viz Neighbor Discovery Protocol). Technicky lze samozřejmě používat menší podsítě, avšak není to doporučeno. Výjimkou jsou spojovací sítě mezi routery, u kterých je doporučeno používat prefix /127 (tj. k dispozici jsou jen dvě IPv6 adresy), avšak na některých platformách nemusí být tato možnost k dispozici.